# Gran Premio motociclistico del Giappone 1963
Il Gran Premio motociclistico del Giappone fu l'ultimo appuntamento del motomondiale 1963, si trattò della seconda edizione del GP del Giappone e della prima edizione valida per il motomondiale.
Si svolse il 10 novembre 1963 sul circuito di Suzuka. Erano in programma le classi 50, 125, 250 e 350; la gara della 350 (svoltasi su 25 giri) non fu però considerata valida per il Mondiale poiché si presentarono alla partenza solo tre piloti, gli hondisti Redman, Yamashita e Taveri, che chiusero nell'ordine la gara.
Si arrivò alla gara con due titoli iridati ancora in bilico: quello della classe 125, dove Hugh Anderson, giunto alle spalle del compagno di squadra Frank Perris in questa tappa (alla sua prima affermazione nel motomondiale), ottenne il secondo titolo dell'anno dopo quello già matematicamente assegnato della 50, e quello della 250 dove Jim Redman (che ottenne anche la vittoria nella gara) doppiò il titolo già ottenuto nella 350.
La gara della 50, con il titolo già assegnato, fu appannaggio di Luigi Taveri su Honda.

## Classe 250
La Suzuki presentò in occasione della gara di casa un nuovo modello dotato di motore a quattro cilindri e 2 tempi affidato a Ernst Degner, Frank Perris e Hugh Anderson; l'esordio non fu particolarmente fortunato visto che Degner cadde al primo giro, Perris si ritirò dopo aver aiutato il compagno la cui moto si era incendiata e Anderson terminò la gara solo al decimo posto.

### Arrivati al traguardo (posizioni a punti)
| Pos. | Pilota            | Moto   | Tempo        | Punti |
| ---- | ----------------- | ------ | ------------ | ----- |
| 1    | Jim Redman        | Honda  | 1h 01' 34" 3 | 8     |
| 2    | Fumio Itō         | Yamaha | +0" 1        | 6     |
| 3    | Phil Read         | Yamaha | +17" 9       | 4     |
| 4    | Tarquinio Provini | Morini | +1' 05" 5    | 3     |
| 5    | Luigi Taveri      | Honda  | +1' 37" 4    | 2     |
| 6    | Isamu Kasuya      | Honda  |              | 1     |

## Classe 125

### Arrivati al traguardo (posizioni a punti)
| Pos. | Pilota        | Moto   | Tempo     | Punti |
| ---- | ------------- | ------ | --------- | ----- |
| 1    | Frank Perris  | Suzuki | 53' 11" 9 | 8     |
| 2    | Jim Redman    | Honda  | +4"       | 6     |
| 3    | Ernst Degner  | Suzuki | +12" 9    | 4     |
| 4    | Tommy Robb    | Honda  | +13" 6    | 3     |
| 5    | Hugh Anderson | Suzuki | +55" 5    | 2     |
| 6    | Mitsuo Itoh   | Suzuki | +1' 32" 8 | 1     |

## Classe 50
La lotta per il titolo iridato si concluse virtualmente con il ritiro di Hans-Georg Anscheidt su Kreidler che lasciò via libera alla Suzuki di Hugh Anderson.
In classifica, seppure solo al decimo posto, anche la Tohatsu affidata a Dave Simmonds con la casa giapponese che annunciò la sua intenzione di partecipare in forma continuativa alle gare dell'anno seguente.

### Arrivati al traguardo
| Pos. | Pilota           | Moto   | Tempo     | Punti |
| ---- | ---------------- | ------ | --------- | ----- |
| 1    | Luigi Taveri     | Honda  | 41' 34" 7 | 8     |
| 2    | Hugh Anderson    | Suzuki | +34" 1    | 6     |
| 3    | Shunkishi Masuda | Suzuki | +1' 00" 9 | 4     |
| 4    | Michio Ichino    | Suzuki |           | 3     |
| 5    | Sadao Shimazaki  | Honda  |           | 2     |
| 6    | Mitsuo Itoh      | Suzuki |           | 1     |
| 7    | Ernst Degner     | Suzuki |           |       |